# Guido Fanconi

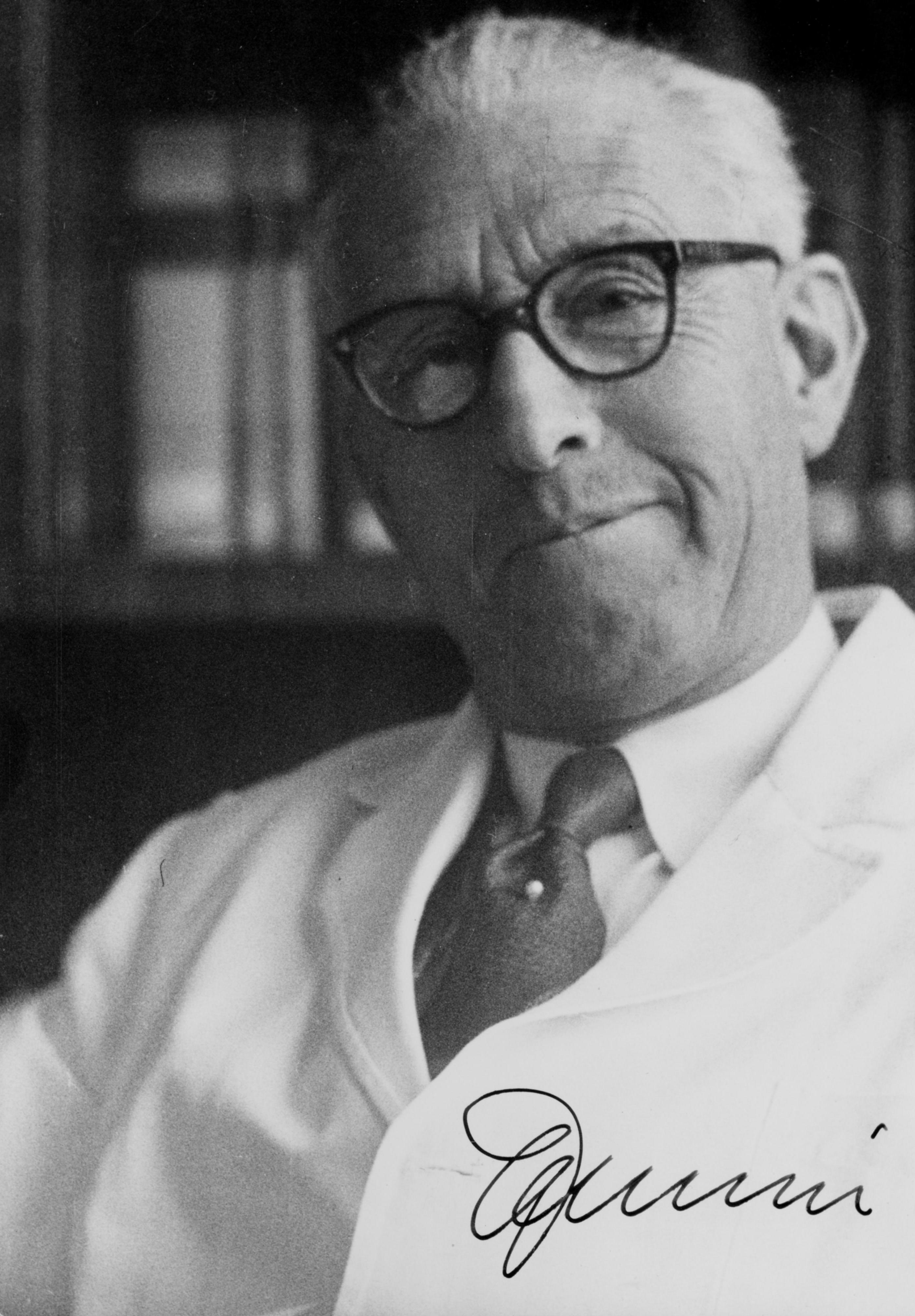
Guido Fanconi, ca. 1959

Guido Fanconi (* 1. Januar 1892 in Poschiavo (Graubünden); † 10. Oktober 1979 in Zürich) war ein Schweizer Kinderarzt. Er beschrieb im Jahre 1927 erstmals die nach ihm benannte Fanconi-Anämie, eine extrem seltene und oft tödlich verlaufende, genetisch bedingte Erkrankung. Auch das De-Toni-Fanconi-Syndrom sowie das Fanconi-Bickel-Syndrom gehen auf ihn zurück.

## Leben
Fanconi studierte Medizin in Lausanne, Bern und Zürich. 1919 wurde er in Zürich promoviert (Fünf Fälle von angeborenem Darmverschluss). Von 1920 bis 1926 qualifizierte er sich zum Kinderarzt unter Emil Feer (1864–1955) am Kinderspital Zürich. Die pädiatrischen Lehrjahre wurden durch kurze Studienaufenthalte in Halle bei Emil Abderhalden sowie in Wien bei Clemens von Pirquet unterbrochen. 1926 habilitierte er sich in Zürich mit der Arbeit Klinische und serologische Beiträge zum Scharlachproblem im Fach Pädiatrie. 1929 wurde er in Nachfolge von Feer Direktor des Kinderspitals Zürich und Professor für Pädiatrie an der Universität Zürich. Dort wirkte er bis zu seiner Emeritierung 1962. Im Jahr 1940 wurde er zum Mitglied der Leopoldina und 1973 zum Mitglied der American Academy of Arts and Sciences gewählt.
Sein Sohn Andreas Franconi (1928–2022) trat in die Fußstapfen des Vaters und war von 1986 bis 1996 Ärztlicher Direktor des Kinderspitals Zürich. Ein Enkel ist der Unternehmer und Bankmanager Peter Fanconi.

## Wirken
Fanconi gilt als einer der Begründer der modernen Pädiatrie und führte biochemische und physiologische Untersuchungsverfahren zur Erforschung klinischer Probleme ein. Er setzte erstmals Pektin als Mittel gegen Durchfall ein. Er war von 1947 bis 1950 Präsident der International Pediatric Association (IPA), 1951–1967 deren Generalsekretär. 1945 gründete er die Fachzeitschrift Acta Helvetica Paediatrica.

## Schriften (Auswahl)
- Fünf Fälle von angeborenem Darmverschluss. Dünndarmatresien, Duodenalstenose, Meconiumileus. Berlin: Springer 1920.
- Der intestinale Infantilismus und ähnliche Formen der chronischen Verdauungsstörung. Ihre Behandlung mit Früchten und Gemüsen. Berlin: Karger 1928.
- Die Störungen der Blutgerinnung beim Kinde, mit besonderer Berücksichtigung des K-Vitamins und der Neugeborenenpathologie. Leipzig: Thieme 1941.
- Lehrbuch der Pädiatrie. Hrsg. von G. Fanconi und A. Wallgren unter Mitarb. von F. Bamatter u. a. Basel: Schwabe 1950.
- Der Wandel der Medizin, wie ich ihn erlebte. Bern; Stuttgart; Wien: Hans Huber 1970.
- Guido Fanconi: Puschlaver und Weltbürger. Erinnerungen eines Kinderarztes. Hrsg.: Andreas Fanconi und Paul Rothenhäusler. Stäfa: Rothenhäusler 1986.